# ظرفیت‌خازنی گیت
در الکترونیک، ظرفیت‌خازنی گیت (به انگلیسی: gate capacitance) یا خازن گیت، ظرفیت‌خازنی پایانه گیت ترانزیستور اثر میدانی (FET) است. می‌توان آن را به‌عنوان ظرفیت‌خازنی مطلق گیت ترانزیستور، یا به‌عنوان ظرفیت‌خازنی در واحد سطح یک فناوری مدار مجتمع، یا به عنوان ظرفیت‌خازنی در واحد عرض ترانزیستورهای حداقل‌طول در یک فناوری بیان کرد.
در نسل‌های تقریباً با مقیاس‌بندی دنارد فِت‌های فلز-اکسید-نیم‌رسانا (MOSFET)، ظرفیت‌خازنی در واحد سطح به‌طور معکوس با ابعاد افزاره افزایش یافته است. از آنجایی که مساحت گیت با مربع ابعاد افزاره کاهش یافته است، ظرفیت‌خازنی گیت ترانزیستور به نسبت مستقیم با ابعاد افزاره کاهش یافته است. با مقیاس‌بندی دنارد، ظرفیت‌خازنی در واحد عرض گیت تقریباً ثابت مانده است. این اندازه‌گیری می‌تواند شامل ظرفیت‌خازنی‌های همپوشانی گیت-سورس و گیت-دِرِین باشد. دیگر مقیاس‌بندی‌ها غیرمعمول نیست. ولتاژها و ضخامت اکسید گیت همیشه به سرعت ابعاد افزاره کاهش نمی‌یابد، بنابراین ظرفیت‌خازنی گیت در واحد سطح به این سرعت افزایش نمی‌یابد، و ظرفیت‌خازنی در عرض ترانزیستور گاهی در طول نسل‌ها کاهش می‌یابد.
ظرفیت‌خازنی ذاتی گیت (یعنی نادیده گرفتن میدان‌های نشتی و سایر جزئیات) برای یک گیت عایق‌شده با دی‌اکسید سیلیکون را می‌توان از ظرفیت‌خازنی اکسیدنازک در واحد سطح به صورت زیر محاسبه کرد:
{\displaystyle C_{\mathrm {G} }=A_{\mathrm {G} }C_{\mathrm {ox} }}
در اینجا:
- AG مساحت گیت است
- {\textstyle C_{\mathrm {ox} }={\frac {\varepsilon _{\mathrm {SiO_{2}} }\varepsilon _{0}}{t_{\mathrm {ox} }}}} ظرفیت‌خازنی در واحد سطح است، دراینجا
  - εSiO2 = ۳٫۹ گذردهی نسبی اکسید سیلیکون است
  - ε0 = 8.854۱۰×۱۰−۱۲ F/m گذردهی خلأ است
  - tox ضخامت اُکسید است.